# Szent Szófia-székesegyház (Polack)
A Szent Szófia-székesegyház (belaruszul: Полацкі Сафійскі сабор, oroszul: Собор Святой Софии в Полоцке) a fehéroroszországi Polack városának kiemelkedő műemléke, amely egy Nyugati-Dvina feletti magaslaton áll.

## Története

### Az eredeti székesegyház
Az eredeti templomot II. Vszeszláv polocki fejedelem (1044–1101) építette 1044 és 1066 között, első említése még az építéséről adott hírt 1056-ban. Az épület a város keleti oldalán lévő sziklás magaslaton, a Nyugat-Dvina és a városnak is nevet adó Polota folyók összefolyásánál áll, és valószínűleg Fehéroroszország legrégebbi temploma. A székesegyház feltételezett eredeti megjelenését már csak maketteken és a 2005-ös 20 rubel címletű ezüst emlékérmén lehet látni.  A székesegyház eredeti formájában hasonlított a kijevi Szent Szófia-székesegyházra és a novgorodi Szent Szófia-székesegyházra, amelyeket szintén az Isteni Szent Bölcsességről neveztek el.
Saját templomának felépítése után II. Vszeszláv megpróbálta megszerezni a Kijevi Rusz trónját. A sikertelen kísérlet után megtámadta a környező fejedelemségeket: 1067-ben elfoglalta Novgorodot, és kifosztotta az ottani Szent Szófia-székesegyházat, majd egy harangot és egyéb zsákmányokat vitt magával, hogy a saját székesegyházát díszítse velük. A templomot megemlítik az Igor-ének történetében is, ahol azt állítják, hogy Vszeszláv fejedelem éjszakánként vérfarkas alakban járta Kijev utcáit, és reggelente hallotta a saját polacki székesegyházának a harangjait.
Jelenleg csak a templom egyes részei nyúlnak vissza Vszeszláv idejébe, bár az építők nevét a székesegyház alapjába vésve megtalálták, akik név szerint: Dávid, Toma, Mikula, Kopes, Petr és Voris. Később a 11. századból származó 16 polocki fejedelem temetkezési helyét is feltárták, köztük az alapító, II. Vszeszláv sírját. A voszkreszenszkojei levél (1156) szerint a székesegyháznak eredetileg hét kupolája volt, később ez ötre csökkent, miután az 1447-es tűzvész után újjáépítették.

### A sorozatos átépítések
A katedrálist a 11. és a 18. század között többször újjáépítették és jelentősen átalakították. A székesegyházhoz könyvtár is tartozott, de elpusztult, amikor Báthory István lengyel királyként elfoglalta a várost a 16. század végén a livóniai háború alatt. 1596-ban a templomot majdnem teljesen újjáépítették és templom-erőddé alakították át. 1596–1654 és 1668–1839 között a templom a görögkatolikus egyház tulajdonában állt. Polocki Szent Jozafát görögkatolikus érsek (1618–1623) építette újjá az 1607-es tűzvész után, de 1643-ban ismét tűzvész pusztította el a székesegyházat és a várost.
Nagy Péter és Aleksandr Menšikov 1705-től a templomot lőporraktárként használta, ám 1710-ben felrobbant. A következő közel három évtizedben (1738–1765) Florian Hrebnicki érsek újjáépítette a székesegyházat. Johann Christoph Glaubitz vilniusi építész tervezte meg a jelenlegi templomot, amely a „vilniusi barokk” stílusnak az egyik legszebb példája. Az épületet barokk tornyokkal egészítették ki, a kupolákat eltávolították (vagy legalábbis nem építették újjá őket). A várost  elfoglalták a franciák Napóleon 1812-es  oroszországi hadjárata idején (két csatát is vívtak Polackban augusztusban és októberben, a második a házak között zajlott), valamint az 1940-es években a németek is.  A székesegyház funkciói az évszázadok során többször is megváltoztak. A székesegyház a keleti rítusú görögkatolikus egyházhoz tartozott 1839-ig, amikor is az orosz görög katolikus egyház és az orosz ortodox egyház egyesült.

### A szovjet időszak és a jelen
A kommunista uralom idején a székesegyház a Polocki Regionális Állami Archívum raktára volt 1949 és 1954 között. 1967-ben helyreállítási munkákat végeztek, mivel a székesegyházat ateizmus múzeummá akarták átalakítani, de a múzeumot végül 1969-ben Vitebszkbe költöztették. 1981-ben a székesegyház mellé szállították az egyik Borisz-követ. A székesegyház ma a Polocki Állami Múzeum részét képzi, hangversenyteremként és orgonakoncertek helyszíneként használják. Tervben van az épület visszaszolgáltatása az orosz ortodox egyház részére. 1997-ben Nikolaj Kuzmics breszti művész elkészítette a második világháború során elveszett nemzeti ereklye, Szent Eufrozina keresztjének hivatalosan jóváhagyott másolatát, amelyet a templomban állítottak ki.

## Galéria

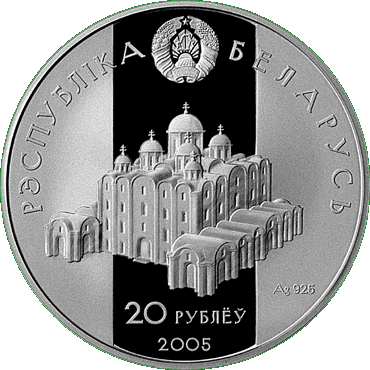
Az eredeti székesegyház rekonstruált képe a 2005-ös fehérorosz ezüst 20 rubeles emlékérmén
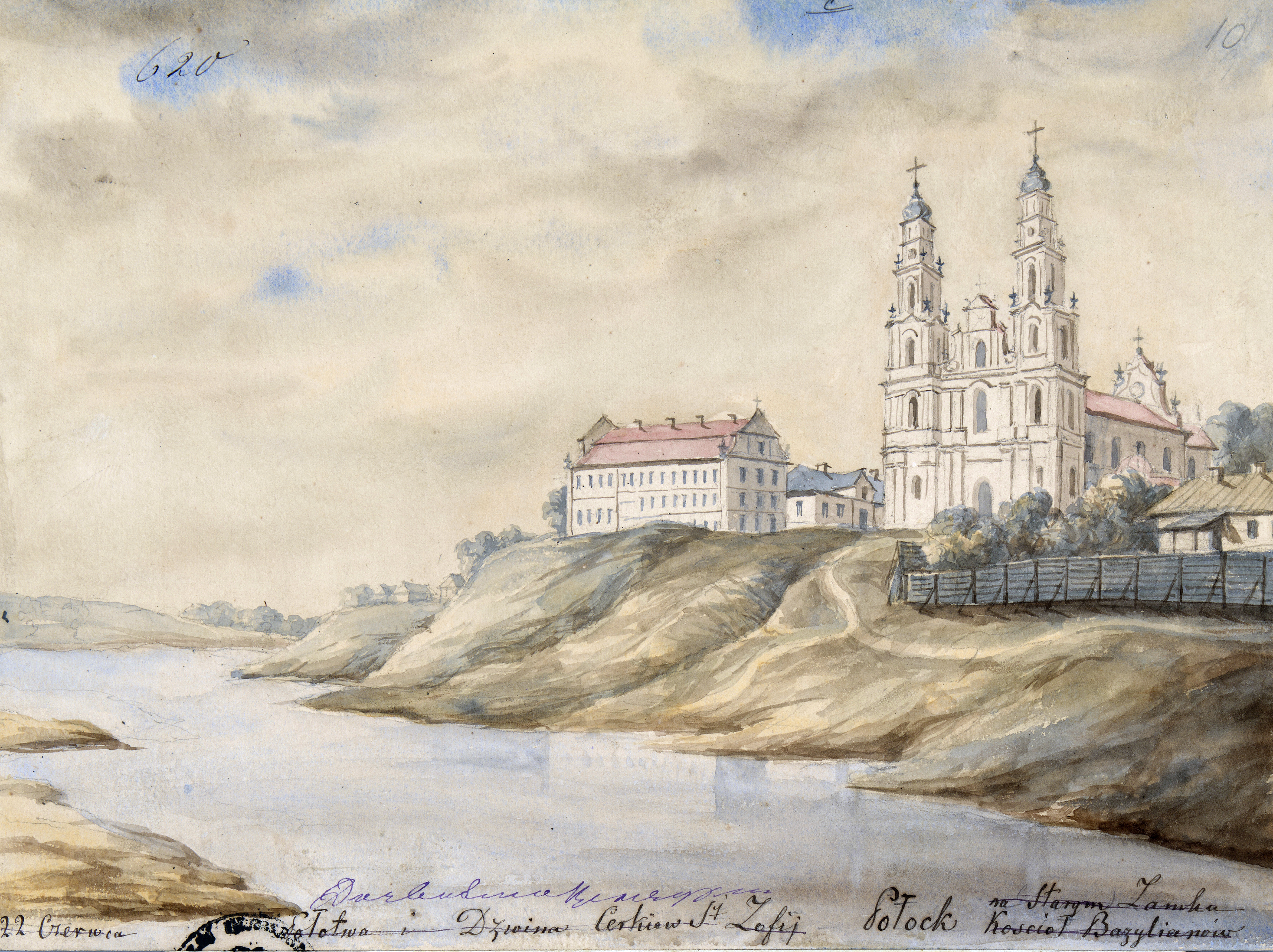
A templom 1875-ben
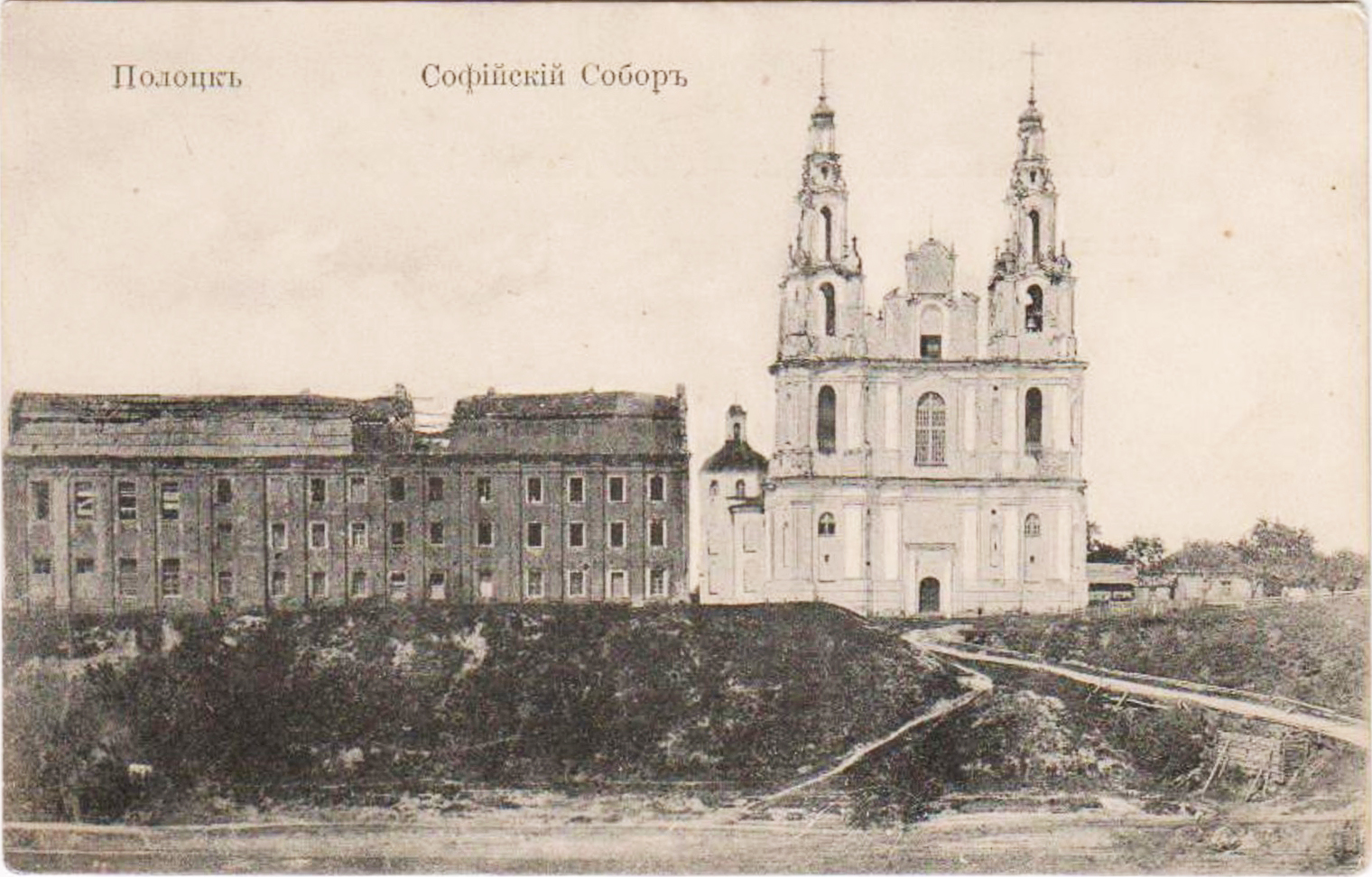
A székesegyház és az azóta lebontott kolostor (1905)
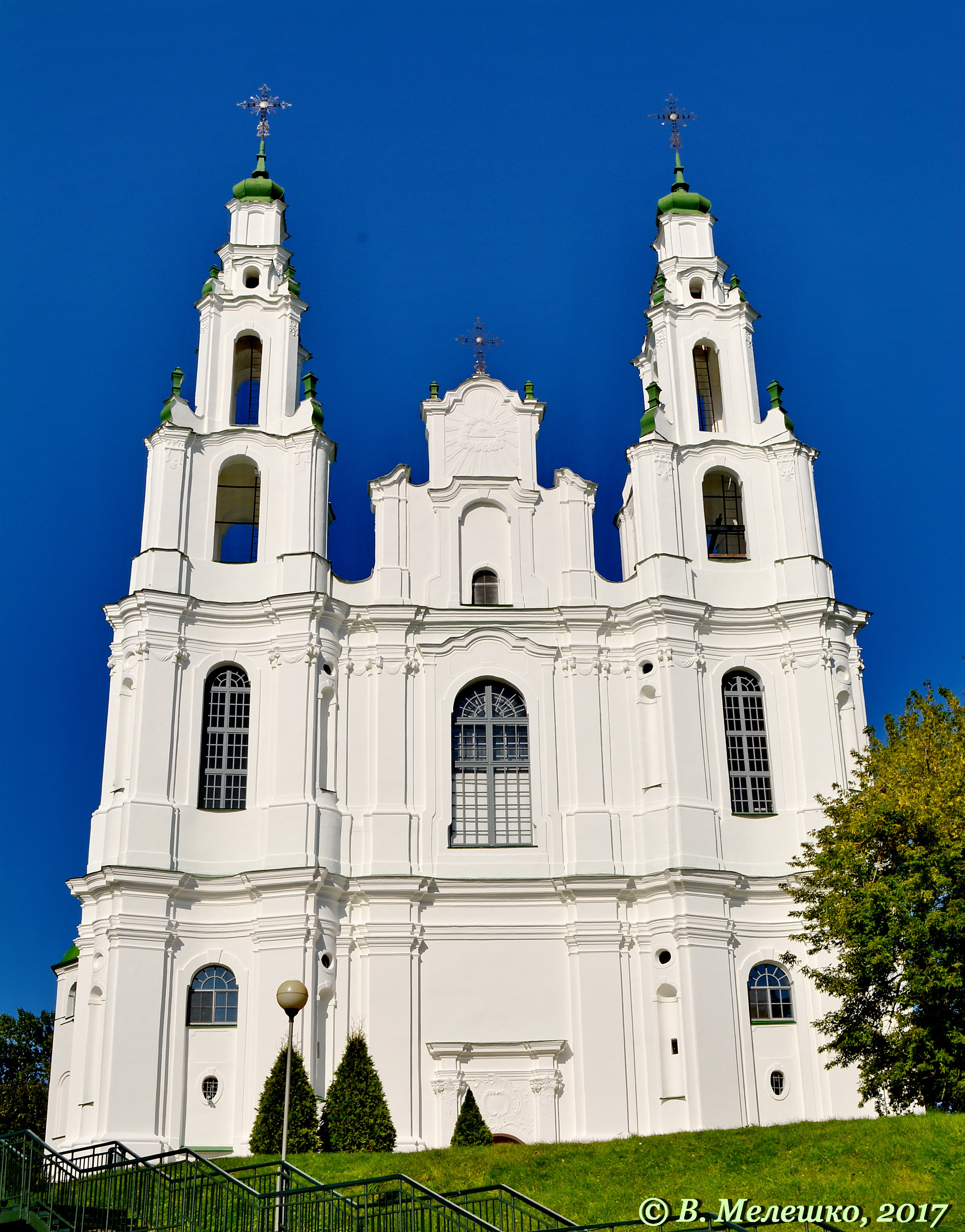
A vilniusi barokk stílusú főhomlokzat
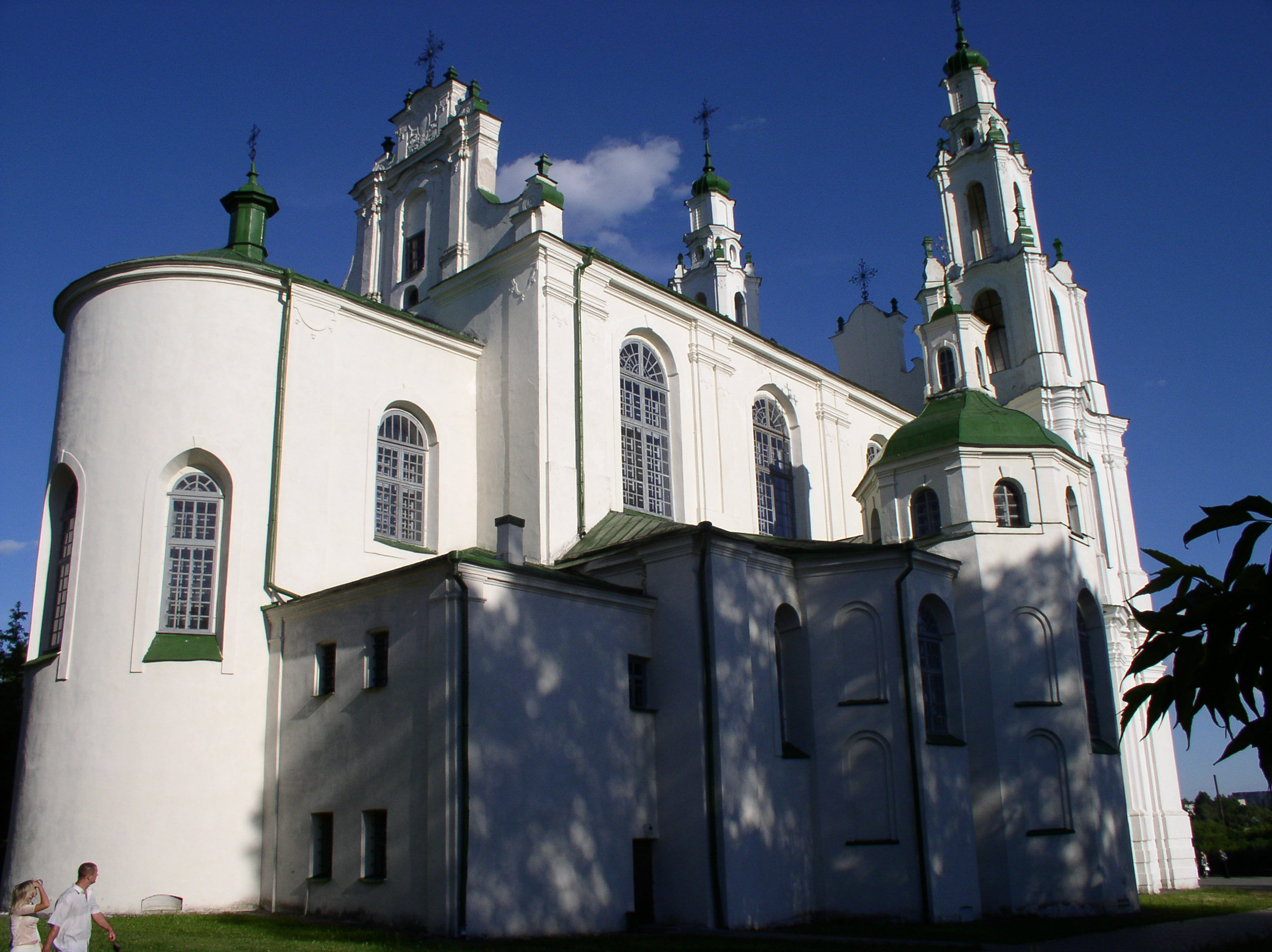
A templom hátulja
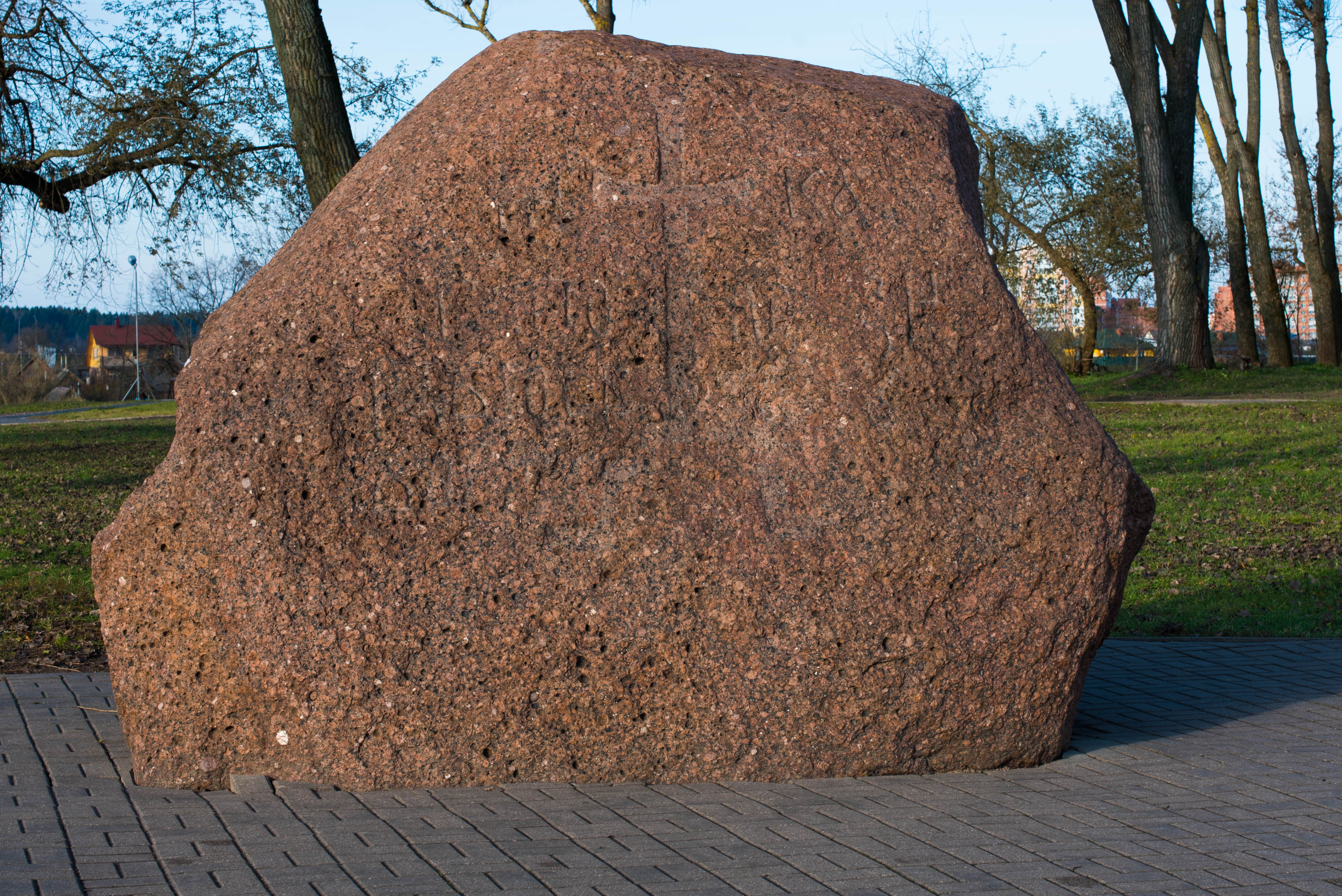
A templom mellett álló Borisz-kő
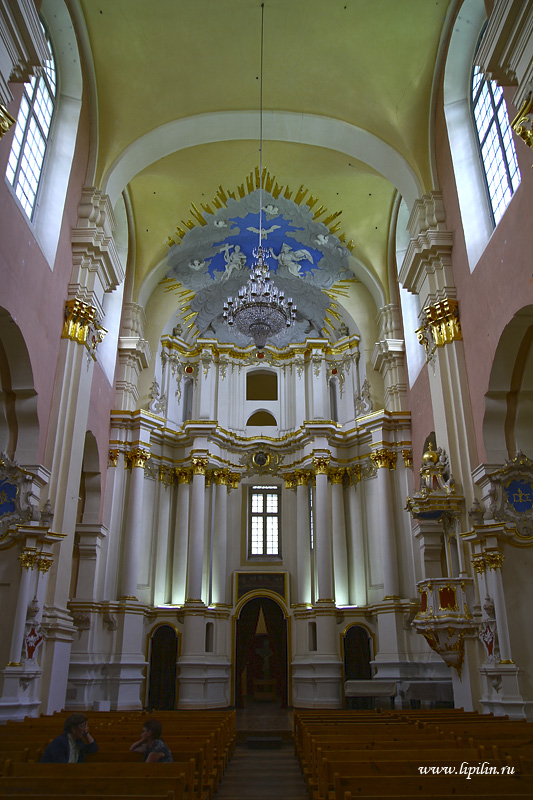
Az épület jelenlegi belseje
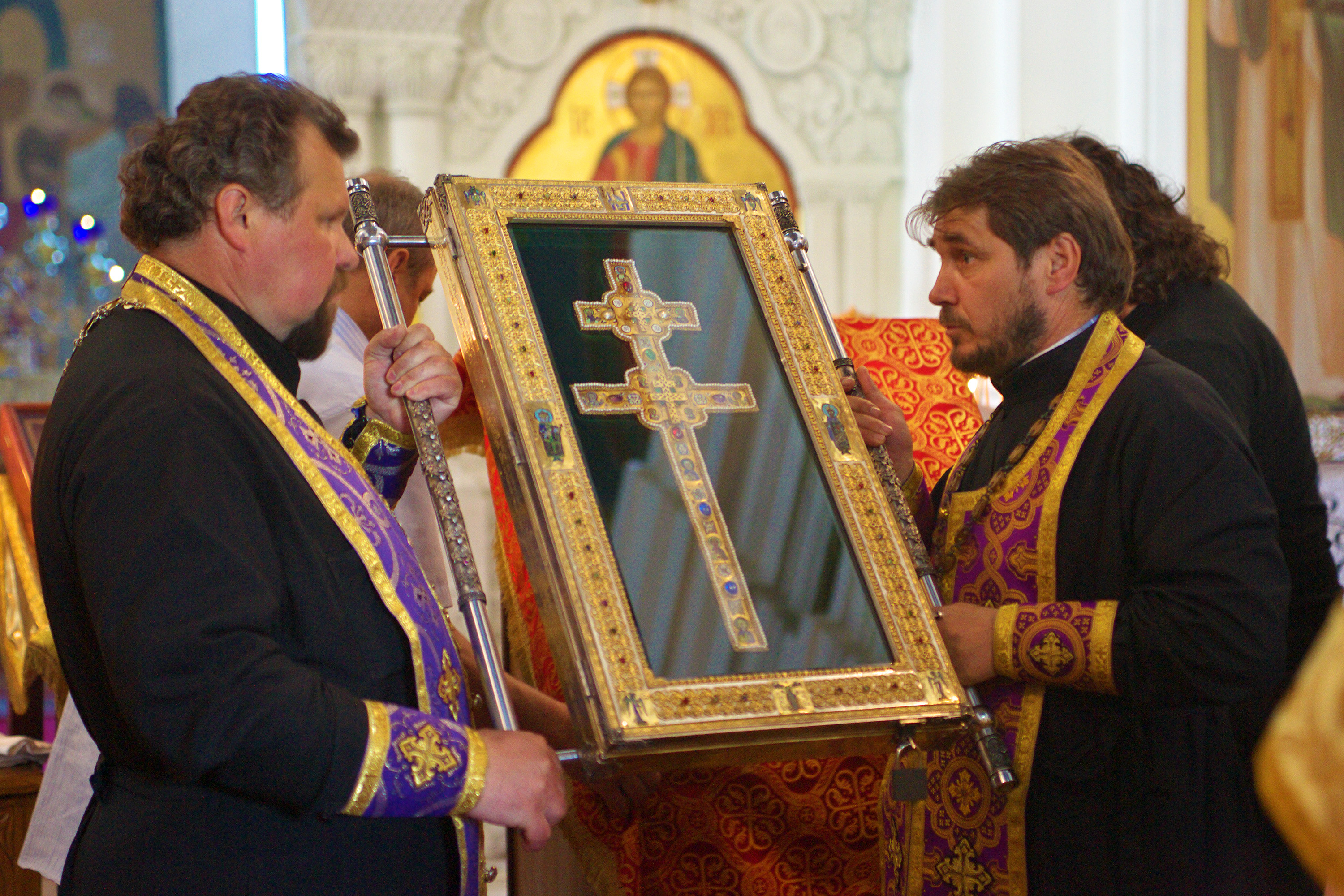
Szent Eufrozina keresztjének másolata

## Fordítás
- Ez a szócikk részben vagy egészben  a   Saint Sophia Cathedral in Polotsk című angol Wikipédia-szócikk ezen változatának fordításán alapul.  Az eredeti cikk szerkesztőit annak laptörténete sorolja fel. Ez a jelzés csupán a megfogalmazás eredetét és a szerzői jogokat jelzi, nem szolgál a cikkben szereplő információk forrásmegjelöléseként.